# Павле Вуїсич
Павле Вуїсич (серб. Павле «Пaja» Вуисић; 10 липня 1926, Белград — 1 жовтня 1988, Белград) — югославський сербський актор театру та кіно.

## Життєпис
Вивчав право, потім до 1950-х працював на белградському радіо. 1950 року зіграв епізодичну роль у фільмі «Дивотвірний меч», неповний сезон виступав на сцені театру в Панчеві. Безуспішно намагався вступити до театральної академії.
1953 року знявся в епізоді у фільмі «Буря». 1958 року за головну роль Обрада у фільмі «Три кроки в космос» нагороджений на кінофестивалі в Пулі премією «Золота арена».
Незабаром зарекомендував себе як один із найуніверсальніших характерних акторів. За свою довгу і плідну кар'єру зіграв безліч різних як драматичних, так і комічних ролей, мав повагу з боку майже всіх режисерів, з якими працював.
1991 року його ім'ям названо премію «Павле Вуїсич» Асоціації художників кіно Сербії, яку присуджують за внесок у кіномистецтво.

## Вибрана фільмографія
- 1950 — Дивотвірний меч — витязь
- 1950 — Говорить Москва[sr] (короткометражний)
- 1953 — Невірність[sr] — Морнар
- 1953 — Циганка[en]— Гута
- 1955 — Шолая[sr] — четник Бубало
- 1956 — Погоня[sr] — слідчий
- 1957 — Зениця[sr] — Райко
- 1957 — В субботу ввечері[sr] — Редар
- 1958 — Чотири кілометри на годину[sr]
- 1958 — Три кроки в космос[sr] — Обрад
- 1958 — Pogon B[sr] — Мане Каракас
- 1958 — Цеї ночі[sr] — Драгиша
- 1960 — Капитан Леші[sr]
- 1959 — Восьмі двері[sr] — жандарм
- 1959 — Кампо Мамула[sr] — Милич
- 1959 — Сам (фільм)[sr] — Шарац
- 1960 — Точка 905[sr] — Пайо Шерпа
- 1960 — Краще це зробити[sr] — Мане Каракас
- 1961 — Немає маленьких богів[sr] — керівник СТО
- 1961 — Товариш президент центрфорвард[sr] — Радіша
- 1961 — Велике турне[sr] — Крсто
- 1961 — Не зачіпай свою удачу[sr] — Інструктор
- 1962 — Дивна дівчина[sr] — професор
- 1962 — Степь — Іван Іванович Кузьмичов
- 1962 — Кіт під шоломом[sr] — Ілія Капара
- 1963 — Подвійне коло[sr] — Марко, господар корчми
- 1963 — Чоловіча компанія[sr] — Нікола Кельнер
- 1963 — Десант на Дрвар (филм) — Васина
- 1964 — Прометей з острова Вишевіце[sr] — Зане
- 1964 — Вир[sr] — Стоян, батько (частина «Вир»)
- 1965 — Голосую за любов[sr] — Піп
- 1965 — Інспектор[sr] — керівник
- 1965 — Прийти та залишитися[sr] — Мілета
- 1966 — Горою Конюх[sr] — мінер Бошко
- 1966 — Понеділок чи вівторок[sr] — батько Марка
- 1967 — Пробудження щурів — Крманош
- 1967 — Бомба в 10-10[sr] — чоловік в окулярах
- 1967 — Боксери потрапляють до раю[sr] — святий Петро
- 1967 — Македонське криваве весілля[sr] — піп Даміан
- 1967 — Брат доктора Гомера[sr] — Атанас
- 1967 — Причину смерті не зазначати[sr] — Ягош
- 1969 — Випадок[sr] — дід Джура
- 1969 — Гороскоп[sr] — батько Відака
- 1969 — Коли чуєш дзвони[sr] — Гара
- 1969 — Засада[sr] — господар
- 1969 — Битва на Неретві — Йордан
- 1971 — Моя божевільна голова[sr] — капітан
- 1971 — Македонська частина пекла[sr] — Йосиф Дзо
- 1972 — Майстер і Маргарита — Азазелло
- 1972 — Вальтер захищає Сараєво[sr] — поїзний диспетчер
- 1972 — Сліди чорнявої дівчини[sr] — Пая
- 1974 — Дервіш і смерть[sr] — муфтій
- 1975 — Селянське повстання 1573 року[sr] — Франко Тагі
- 1975 — Сторож пляжу в зимовий сезон[sr] — Буда
- 1976 — Курінь у Малому Риті[sr] — Пая
- 1977 — Бестії[sr] — піаніст
- 1977 — Пес, який любив поїзди[sr] — дядько малого
- 1978 — Останній подвиг диверсанта Хмари[sr] — Хмара
- 1978 — Палата № 6 — сторож Микита
- 1979 — Останні перегони[sr] — Микош
- 1980 — Хто там співає?[sr] — кондуктор
- 1980 — Спеціальне лікування[sr] — батько директора
- 1980 — Майстри, майстри[sr] — двірник
- 1980 — Гайдук[sr] — ґазда Урошевич
- 1981 — Берлін капут![sr] — Мате
- 1981 — Чи пам'ятаєш ти Доллі Белл? — Тетак
- 1982 — Запах айви[sr] — Йозо
- 1983 — Алло, таксі[sr] — Ага